# Jerzy Utiešenović
Juraj Utišinović, Jerzy Martinuzzi (łac. Georgius Martinusius), na Węgrzech znany także jako Fráter György (Brat Jerzy, ur. 1482, zm. 17 grudnia 1551) – węgierski polityk i mąż stanu pochodzenia chorwackiego, biskup Wielkiego Waradynu (od 1534), kardynał (od 1551), jeden z głównych doradców króla Jana Zápolyi, a po jego śmierci w latach 1540–1551 współregent (wraz z wdową po królu, Izabelą Jagiellonką) tzw. Wschodniego Królestwa Węgier, w imieniu Jana II Zygmunta Zápolyi. Prowadził politykę lawirowania między Habsburgami a Imperium osmańskim. Gdy w 1551 roku ostatecznie przeszedł na stronę Ferdynanda Habsburga i poddał kraj Austriakom, został z rozkazu Ferdynanda zamordowany w obawie przed kolejną zmianą orientacji politycznej.

## Życiorys

### Młodość i wczesna kariera
Juraj Utišinović wywodził się ze starej, choć zubożałej szlacheckiej rodziny chorwackiej, posiadającej dobra w Dalmacji. Był czwartym, najmłodszym synem Grgura Utišinovicia i Any Martinušević (Martinuzzi). Miał rodzeństwo: siostrę Anę, braci Nikolę, Matiję i Jakova. Matka, chcąc zapewnić synowi karierę poleciła go swemu bratu, biskupowi Scardony. Jerzy zaczął się nawet podpisywać zlatynizowaną formą nazwiska wuja, stąd znany jest również pod nazwiskiem Martinuzzi. Wuj jednak nie wsparł kariery siostrzeńca, gdyż uważał go za mało zdolnego. Staraniem rodziców Jerzy w wieku 8 lat dostał się na dwór Jana Korwina, nieślubnego syna narodowego króla Węgier, Macieja Korwina. Jan będąc jedynym męskim potomkiem potężnego króla był szykowany na jego następcę. Jednak protektor młodego J.Utišinovicia nie zdołał zdobyć korony po śmierci ojca i za panowania Władysława Jagiellończyka stracił na znaczeniu. Gdy więc Jerzy dorósł, postanowił zmienić otoczenie i w 1503 roku zaciągnął się na służbę u Zápolyów, jednej z najważniejszych rodzin magnackich ówczesnych Węgier. Będąc na służbie u Jadwigi z Cieszyna Zápolyowej nie miał wielkiego znaczenia, jako człowiek bez majątku i koneksji. Dlatego postanowił wstąpić na drogę kariery kościelnej i został mnichem w zakonie paulinów (1510). Z czasem został wysłany do Polski, gdzie mianowano go przeorem klasztoru na Jasnej Górze. W Polsce przebywał do ok. 1526 roku, kiedy to wrócił na Węgry by zostać przeorem klasztoru w Lad.

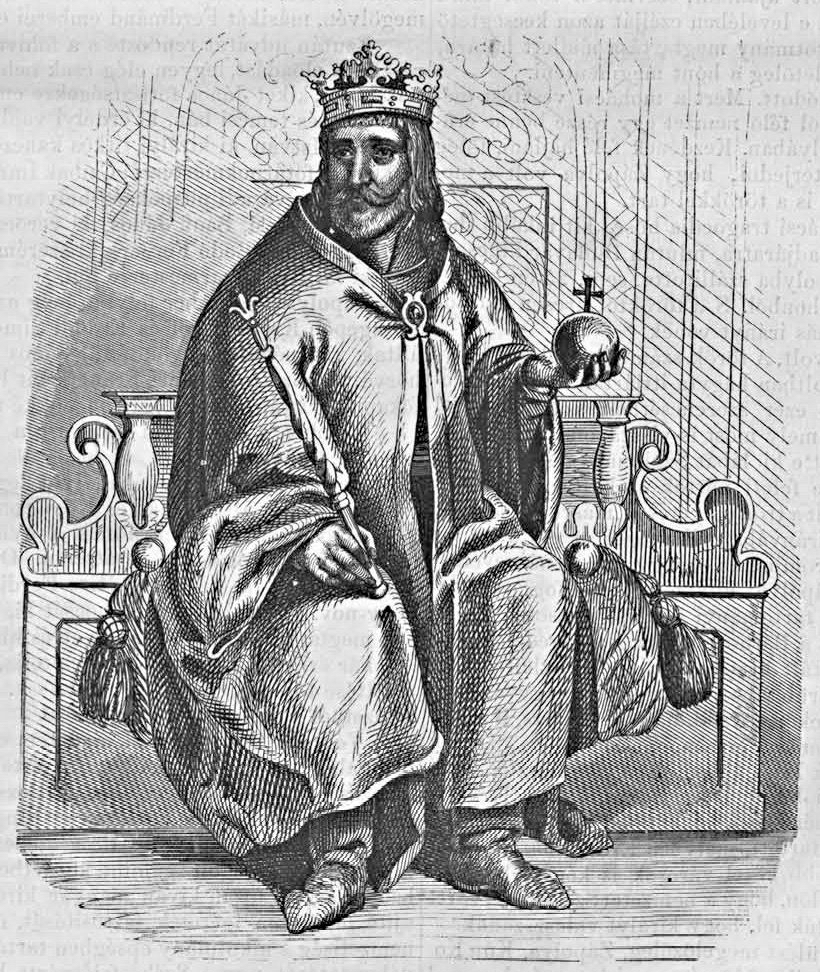
Swą pozycję i późniejszą karierę Utišinović zawdzięczał głównie królowi Janowi Zápolyi

### Doradca Jana Zápolyi
Gdy królem Węgier obrano Jana Zápolyę – przeciw Ferdynandowi Habsburgowi, Utiešenović od razu stanął po stronie Zápolyi. Jan był bowiem synem Jadwigi, której protegowanym był niegdyś sam Jerzy. Korzystając ze swoich koneksji w Polsce Utišinović przemawiał na sejmikach na rzecz udzielenia pomocy narodowemu kandydatowi do korony. Zebrał też w Polsce ochotników, którzy walczyli za sprawę Jana w bitwie pod Koszycami w roku 1528. Po klęsce Zápolyi i jego ucieczce do Polski Utišinović kilkukrotnie przekraczał granicę polsko-węgierską by nieść wieści królowi przebywającemu w Tarnowie, a jego zwolennikom na Węgrzech rozkazy wygnanego władcy. Od tego czasu zaskarbił sobie bezgraniczne zaufanie króla i stał się jego najbliższym doradcą. Najpierw nosił tylko tytuł królewskiego doradcy ale wkrótce został podskarbim państwa, a w 1534 biskupem Wielkiego Waradynu. Władza „brata Jerzego”, jak go zwano wzrosła bardzo pod koniec panowania Jana Zápolyi, o czym informują liczne relacje z dworu węgierskiego:
„Między królem i jego ministrem ukształtował się autorytatywny związek, jak to się dzieje zwykle w przypadku, gdy mniej uzdolniony książę wybiera ministra, który umysłem, wiedzą i wolą przerasta swego pana.”
„Paulin rządzi wszystkim, łupi i zbiera skarby dla siebie i swego pana”
„Brat Jerzy jest obecny, bez jego obecności nic nie może się dokonać w tym państwie – jego niezmierna tyrania rządzi tu wszystkim.”
O ile jednak za rządów Jana, duchowny Martinuzzi był wpływowym doradcą, to jednak ostateczne decyzje podejmował sam król. Sytuacja zmieniła się gdy Zápolya zmarł. Wprawdzie w roku 1538 Jan podpisał w Wielkim Waradynie ugodę, w świetle której jego śmierć torowała Ferdynandowi Habsburgowi drogę do władzy na Węgrzech, lecz podpisywał ją nie mając dziedzica, ani nawet żony. Gdy jednak po latach starań Zápolya poślubił wreszcie Izabelę Jagiellonkę i tuż przed śmiercią doczekał się męskiego potomka, wypełnienie postanowień wielkowaradyńskich stało się sprzeczne zarówno z interesem rodzinnym Zápolyów, jak i samego Juraja Utišinovicia. Nie wiemy czy król zdołał przekazać Jurajowi swą wolę dotyczącą losów nowo narodzonego syna – należy pamiętać, że Jan Zápolya ostatnie dni przed śmiercią był częściowo sparaliżowany i przebywał z dala od stolicy, a swego syna nie zdołał nigdy ujrzeć. Niezależnie od planów samego króla, po jego śmierci J.Utišinović postanowił podjąć walkę o koronę dla Jana Zygmunta i tym samym przejąć ster władzy państwowej na czas jego małoletności.

### Współregent Węgier: walka o władzę

#### Ogłoszenie Jana II Zygmunta królem
By zrealizować swoje plany Utišinović musiał dokonać kilku posunięć politycznych. Po pierwsze przekonał szlachtę by obwołała Jana Zygmunta królem Węgier. Po drugie przekonał (lub postawił przed faktem dokonanym) młodą wdowę Izabelę Jagiellonkę, by uznała wybór szlachty i nie opuszczała wraz z synem stolicy Węgier – wbrew postanowieniom układu w Wielkim Waradynie. Po trzecie musiał zdobyć uznanie wyboru i wsparcie ze strony tureckiego sułtana Sulejmana Wspaniałego, który od czasu bitwy pod Mohaczem uważał Węgry za kraj zależny i tylko dzięki jego pomocy Jan Zápolya utrzymał się na tronie. Po czwarte musiał Jerzy wraz z Izabelą odegrać zręczne przedstawienie przed posłami Habsburgów, którzy domagali się odstąpienia Węgier na podstawie wcześniejszych umów. Przy czym królowa Izabela brak decyzji o wyjeździe zasłaniała bezsilnością wobec „tyranii” Utišinovicia, a sam Utišinović oczekiwał od Ferdynanda wypełnienia zobowiązań wobec Jana Zygmunta i zebrania sił, które zdołałyby obronić Węgry przed najazdem tureckim. Oświadczenia królowej na temat wszechwładzy brata Jerzego były najprawdopodobniej rodzajem gry politycznej niż rzeczywistymi skargami. Choć oczywiście w jakimś stopniu musiały one oddawać stan faktyczny i realne wpływy paulina. Władzę regencyjną według postanowień z Rákos otrzymali: Utišinović, Piotr Petrovics, Walenty Török (dowódca sił zbrojnych) i królowa wdowa – Izabela. Szybko na czoło rady wysunął się Utišinović, który górował nad pozostałymi doświadczeniem politycznym i wpływami. Zaledwie 21-letnia królowa i jej stronnik – Petrovics stawali nieraz w opozycji do działań mnicha, co z czasem doprowadzić miało do wojny domowej.

#### Habsburgowie i Turcja: upadek Węgier
Oficjalne ogłoszenie Jana Zygmunta królem we wrześniu 1540 roku doprowadziło do otwartego zerwania układów z Habsburgami. Ferdynand przewidując taki obrót rzeczy zebrał zawczasu armię i jeszcze w tym samym roku ruszył na Budę. J.Utišinović był już wtedy zapewniony o poparciu osmańskiego mocarstwa, ale zimą Turcy nie wyprawiali wielkich armii na północ, więc do tego czasu Węgrzy musieli bronić się niemal wyłącznie sami. Gdy wojska austriackie wydawały się bliskie zdobycia stolicy Węgier brat Jerzy musiał naciskać na królową by nie poddała się dyktatowi Ferdynanda, co młoda matka – w obawie o los malutkiego syna – była gotowa zrobić. Rachuby polityczne Jerzego dotyczące odsieczy tureckiej były poprawne, jednak mnich nie przewidział głębszych konsekwencji osmańskiej interwencji.
Wojska sułtańskie przybyły w okolice Budy (ówcześnie stolicą Królewskich Węgier był Pożoń, a Buda Królestwa Wschodnich Węgier) w drugiej połowie sierpnia 1541 roku. W nocy z 21 na 22 sierpnia wycofujące się wojska austriackie zostały zaskoczone i wybite przez osmańskich wojowników w czasie przeprawy przez Dunaj. 27 sierpnia pod Budą namioty rozbił sułtan Sulejman. Następnego dnia w jego obozie pojawił się brat zakonny Utišinović i inni panowie królewskiej rady by złożyć mu hołd. Sułtan przesłał dary królowej i małemu królewiczowi uznając ich w ten sposób za wasali. Samego królewicza rozkazał przynieść do obozu, na co Izabela nie chciała wyrazić zgody, lecz pod wpływem Utišinovicia ustąpiła. W czasie tego posłuchania, w którym przy boku małego Jana Zygmunta był J.Utišinović sułtan obwieścił swą wolę: Turcy mieli zająć węgierską stolicę wraz z pasem centralnych ziem węgierskich, a Jan Zygmunt i Izabela do czasu osiągnięcia przez chłopca pełnoletności mieli otrzymać w lenno Siedmiogród i ziemie nad Cisą. Nikt jednak nie wątpił w to, że wojska osmańskie zagarniają Budę bez zamiaru jej zwrotu. Zajęte przez Osmanów ziemie miały rozgraniczać władztwo Habsburgów od domeny Zápolyów. W efekcie oznaczało to rozbiór Węgier i oddalało perspektywę ich zjednoczenia, o którym niewątpliwie marzył zarówno Ferdynand jak i J.Utišinović.

### Rządy w Siedmiogrodzie
Utrata Budy była wielkim ciosem dla Utišinovicia i jego polityki. Miał to przyznać sam wypowiadając znamienne słowa do jednego z możnowładców, Pawła Bornemiszy: „W czynach moich nie zbłądziłem aż do chwili, gdy Budę wydałem w ręce tureckie!” W trakcie pertraktacji z osmańskimi Sulejman uwięził i wysłał do Konstantynopola dowódcę wojsk węgierskich, Walentego Töröka, który w tureckim więzieniu miał zakończyć życie. Usunięcie jednego z regentów przypisywano intrygom Utišinovicia, aczkolwiek nie da się tego jednoznacznie potwierdzić. Sejm siedmiogrodzki w styczniu 1542 roku potwierdził władzę Izabeli i jej syna nad krajem, jako lenników tureckich (wiązało się to z rocznym trybutem w wysokości 10 tys. dukatów). Jednocześnie Utišinović zagwarantował sobie uchwałę sejmu przyznającą mu władzę gubernatora w imieniu królowej, co wzmocniło jego pozycję głównego decydenta w kraju.

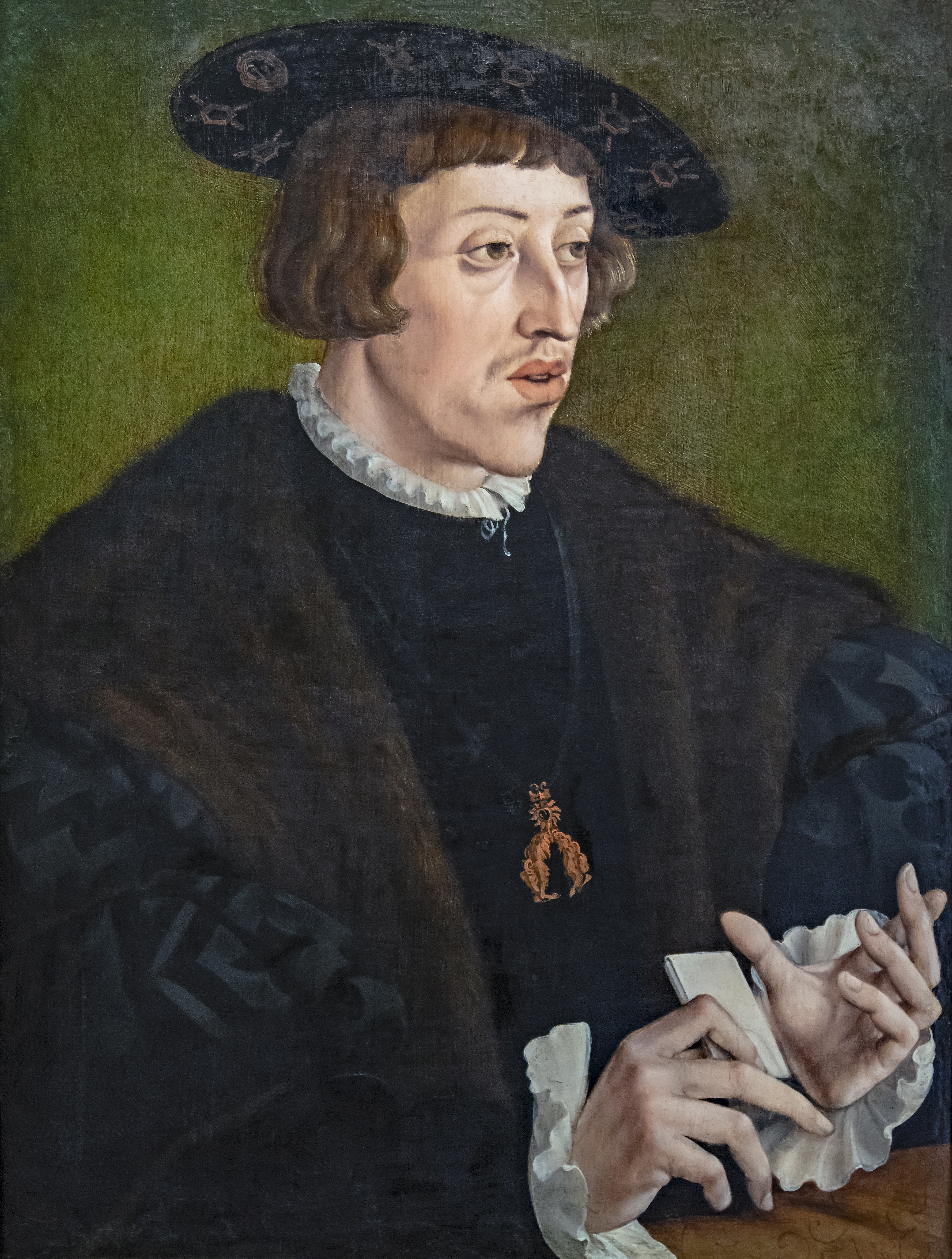
Ferdynand Habsburg był na przemian wrogiem i sojusznikiem J.Utišinovicia. Ostatecznie z jego rozkazu zginął zakonnik.

#### Zwrot ku Habsburgom
Klęska polityki proosmańskiej unaocznił bratu Jerzemu potrzebę zmiany orientacji politycznej. Postanowił więc zbliżyć się do Habsburgów i za pomocą wojsk niemieckich zjednoczyć kraj – nawet jeśli pod berłem Ferdynanda nie będzie on w pełni niepodległy. Już w listopadzie 1541 roku uzyskał od Ferdynanda zapewnienie bezpieczeństwa swojej osoby i majątku w razie poddania Siedmiogrodu Austriakom. Królowa Izabela również popierała plan pierwszego ministra, pod warunkiem, że Ferdynand odda jej i jej synowi w ramach zadośćuczynienia obiecany niegdyś Spisz. Rokowania toczyły się więc wokół wykonania ustaleń z Wielkiego Waradynu z roku 1538. Sam J.Utišinović miał zostać wojewodą siedmiogrodzkim i zachować swe dotychczasowe stanowiska: biskupa Waradynu i podskarbiego korony. Traktat między wysłannikami Habsburgów i Zápolyów podpisano 29 grudnia 1541 na zamku w Gyálu.
Warunkiem wykonania traktatu było jednak zebranie przez Cesarstwo armii, która odbije Budę i zabezpieczy Węgry przed Osmanami. Sulejman bowiem nie będzie chciał dopuścić do wzmocnienia potęgi Habsburgów i na samą wieść o traktacie w Gyálu może najechać Siedmiogród. Ferdynand istotnie zebrał armię mającą pomóc Węgrom (poparły go zarówno stany czeskie jak i sejm Rzeszy), ale wyprawa ruszyła na Węgry opieszale a dowództwa nie objął ani Ferdynand, ani jego brat – cesarz Karol V. Ekspedycja roku 1542 dowodzona przez Joachima II Hohenzollerna zakończyła się spektakularną porażką. Plany J.Utišinovicia znów legły w gruzach, postanowił nie realizować postanowień umowy z Gyálu, stracił więc teraz zaufanie zarówno ze strony Niemców jak i Osmanów. W kolejnym, 1543 roku sułtan Sulejman wyprawił się znów na Węgry przyłączając do swojej części liczne miasta i twierdze. W tym te, które formalnie dotąd podlegały wschodniemu królestwu. Ferdynand zebrał wprawdzie armię, ale nie odważył się z nią ruszyć na Siedmiogród, gdzie Utišinović nawoływał Siedmiogrodzian do zebrania podatków i wystawienia wojska do walki z osmańskimi siłami. Ostatecznie sułtan wycofał się na południe wraz z nastaniem jesieni. Podział Węgier został utrwalony.

#### Na dworze Siedmiogrodzkim
W kolejnych latach antagonizm między Utišinoviciem a królową Izabelą pogłębiał się. Mnich odsuwał od rządów stronnika królowej, Petrovicsa i ograniczał władzę Izabeli. Tak pisano o ówczesnych relacjach ministra z Izabelą: „Martinuzzi wzrósłszy w pychę, srożej niż kiedykolwiek obchodził się z nieszczęśliwą królową(...)” Czasem jednak biskup Waradynu musiał ukorzyć się przed królową gdy posunął się za daleko, co drażniło jego ambicje. Jednym z ówczesnych problemów Siedmiogrodu była szerząca się reformacja, którą Utišinović starał się zwalczać, jakkolwiek bezskutecznie. Nie popierała go w tym względzie królowa Izabela, która choć sama do końca życia pozostała gorliwą katoliczką, to protestantów nie chciała prześladować. Po kilku latach stabilizacji politycznej Utišinović pod koniec lat czterdziestych szesnastego wieku ponownie zaczął szukać zbliżenia z królem Ferdynandem. Przyczyniła się do tego zaborcza polityka sułtana, który stopniowo poszerzał swą domenę zarówno kosztem Habsburgów jak i Zápolyów. Można było oczekiwać, że jeśli poczuje się wystarczająco silny to postanowi zająć cały Siedmiogród. Także konflikty z królową Izabelą nastrajały jej ministra do zmiany polityki. Gdyby udało się poddać kraj Ferdynandowi mógł zostać niezależnym wojewodą Siedmiogrodu, a władza odległego Ferdynanda byłaby iluzoryczna. Tymczasem jednak rokowania pokojowe między Habsburgami a Osmanami przybrały niekorzystny dla Utišinovicia obrót gdy wielki wezyr ostrzegał posła austriackiego przed bratem Jerzym: „mnich próbuje wszystkich oszukać i szczyci się tym”. Mimo uzasadnionej niechęci Ferdynanda do biskupa Waradynu, Habsburg postanowił podjąć ponownie rokowania w sprawie Siedmiogrodu. Tym razem traktat ułożony został za plecami lub za nikłą wiedzą królowej. Podpisano go we wrześniu 1549 roku w Nyírbátor. Na jego mocy Izabela miała zrzec się w swoim i syna imieniu praw do korony węgierskiej, a w zamian dostać ziemie na Śląsku. Jerzy Utišinović natomiast miał zostać arcybiskupem Ostrzyhomia i kardynałem, co miało mu zagwarantować bezpieczeństwo. Ponieważ jednak brat Jerzy obawiał się oporu królowej i części możnych z Petrowicsem na czele, prosił Habsburgów o oddanie mu do dyspozycji wojsk. W grudniu 1549 roku zdołał na sejmie siedmiogrodzkim przeforsować oddanie sobie pełni władzy i to tuż po tym jak poprzedni zjazd szlachecki poszerzył kompetencje królowej Izabeli. Królowa nie poddała się jednak dyktatowi mnicha. Odmówiła podpisania traktatu i wiosną roku 1550 wysłała do Stambułu wiadomość o zdradzie Jerzego. Po rozeznaniu się w sytuacji z końcem lipca 1550 sułtan wysłał do Siedmiogrodu ferman z rozkazem stracenia Utišinovicia. Jedynym wyjściem brata Jerzego było oparcie się na Habsburgach.

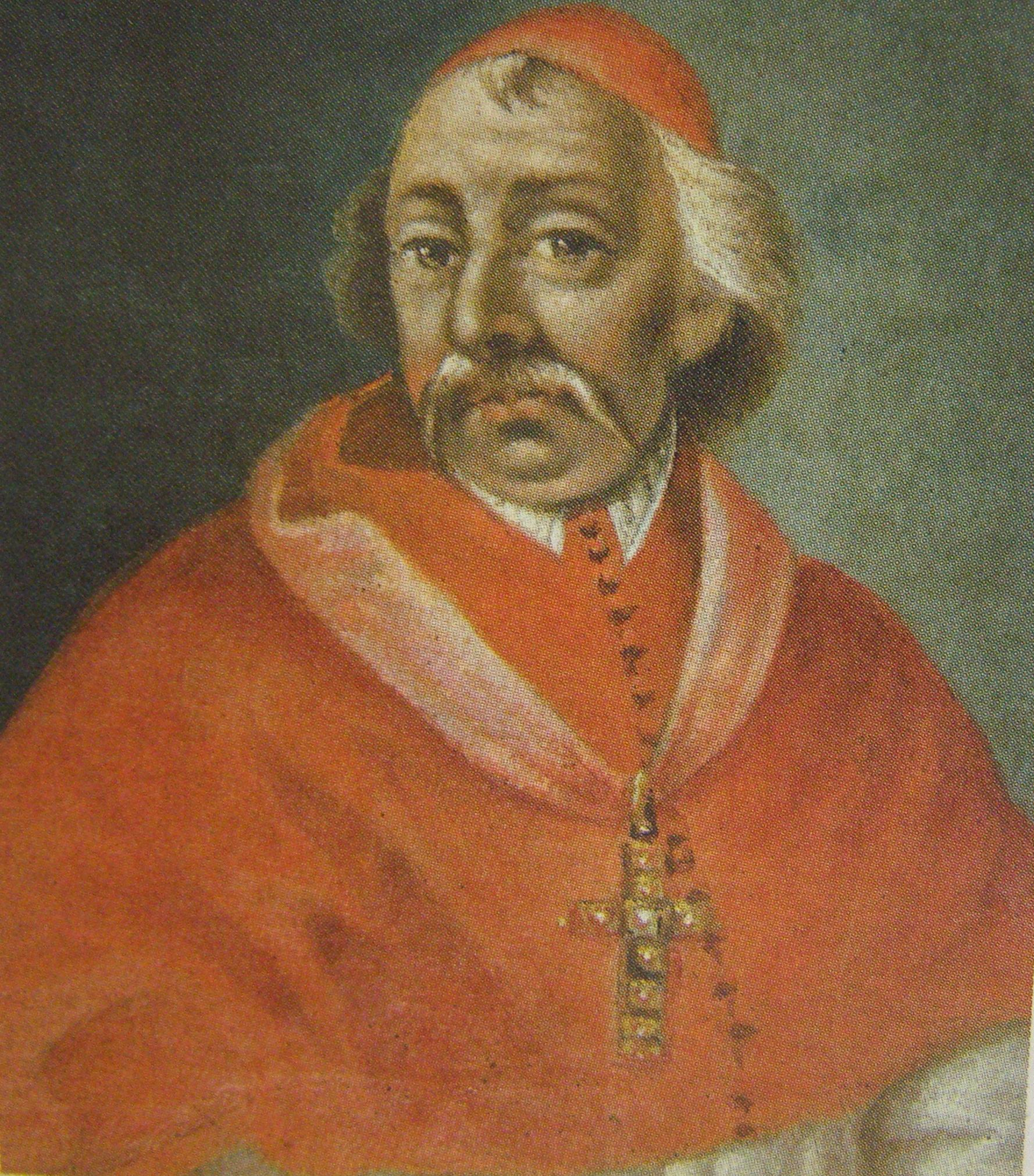
Kardynał Juraj Utišinović.

#### Wojna domowa
Utišinović próbował wprawdzie oczyścić się z zarzutów przed sułtanem, jednak jego listy nic już nie zmieniły. Stambuł jednak nie zareagował początkowo militarnie i Izabela wraz z Petrovicsem musieli podjąć walkę i uzbroić armię na własną rękę. Brat Jerzy nie pozostawał jednak w tyle. Wojska wierne Jagiellonce zebrały się w Gyulafehérvárze, zwolennicy mnicha podążali do Szászsebes. Walki wybuchły we wrześniu 1550 roku. Początkowo inicjatywę posiadał Petrovics, który zajął kilka miast i zamków wiernych Utišinoviciowi. Później jednak jeden z dowódców wiernych Jagiellonce został rozbity przez oddziały mnicha, a sam Utišinović zdołał przeciągnąć na swą stronę Szeklerów. Wkrótce jego wojska opanowały sytuację w kraju i obległy Izabelę w Gyulafehérvárze. Bezpośredniego ataku na królową i jej syna jednak obawiał się przypuścić. Rozpoczęły się pertraktacje. Sułtan wprawdzie rozkazał paszy budyńskiemu i hospodarowi mołdawskiemu i wołoskiemu interwencję, ale zanim ich wojska wyruszyły, to Izabela 13 października poddała się Utišinoviciowi. Interwencja zresztą nie powiodła się – Mołdawianie zostali rozbici, co spowodowało wycofanie się Wołochów, natomiast w grudniu oddziały Utišinovicia pokonały Osmanów. Mimo tych sukcesów mnich słał do Ferdynanda prośby o przysłanie pomocy wojskowej. Obawiał się bowiem zarówno kolejnej interwencji jak i buntu poddanych na wieść o poddaniu kraju Habsburgom. Ferdynand początkowo nie spieszył się z pomocą (Habsburgowi wciąż brakowało pieniędzy), ale po sukcesach Utišinovicia zaczął obawiać się, że on sam postanowi przejąć władzę nad krajem. 3 lutego 1551 roku pełnomocnicy Habsburga podpisali z biskupem Waradynu układ, w którym Ferdynand zobowiązywał się jak najszybciej przysłać wojsko, a Utišinović ze swej strony miał zmusić Izabelę do abdykacji i poddać kraj władzy habsburskiej. W tym samym jednak czasie królowa otrzymała od sułtana zgodę na koronację królewską 10-letniego Jana Zygmunta. Zebrała pospiesznie sejm do Gyulafehérváru, który poparł jej plany i wysłał posłów do Utišinovicia (który przebywał na zachodzie pertraktując z posłami Ferdynanda) aby odstąpił od swych planów. Na kolejnym sejmie, który został zwołany 15 marca w Enyed Izabela doprowadziła do przegłosowania uchwały odbierającej Utišinoviciowi wszelkie urzędy i wzywającej albo do opuszczenia Siedmiogrodu, albo do przybycia na sejm bez orszaku zbrojnego i stawienia się w procesie przeciw niemu. Utišinović ruszył jednak przeciw obradującym zbrojnie. Nie zaatakował wprawdzie bezpośrednio Izabeli, ale rozpędził sejm i usiłował zmusić Izabelę do ponownego poddania się jego dyktatowi. Postanowił w tym celu zwołać nowy sejm (na 10 kwietnia), ale królowa zakazała w nim udziału i ostatecznie nie doszedł on do skutku. W tym czasie jednak Utišinović wymógł na Ferdynandzie posiłki wojskowe i gdy był już ich pewien zwołał nowy, przychylny sobie sejm do Tordy, który 7 maja zatwierdził układy z Ferdynandem a przeciw Izabeli powołał pospolite ruszenie.

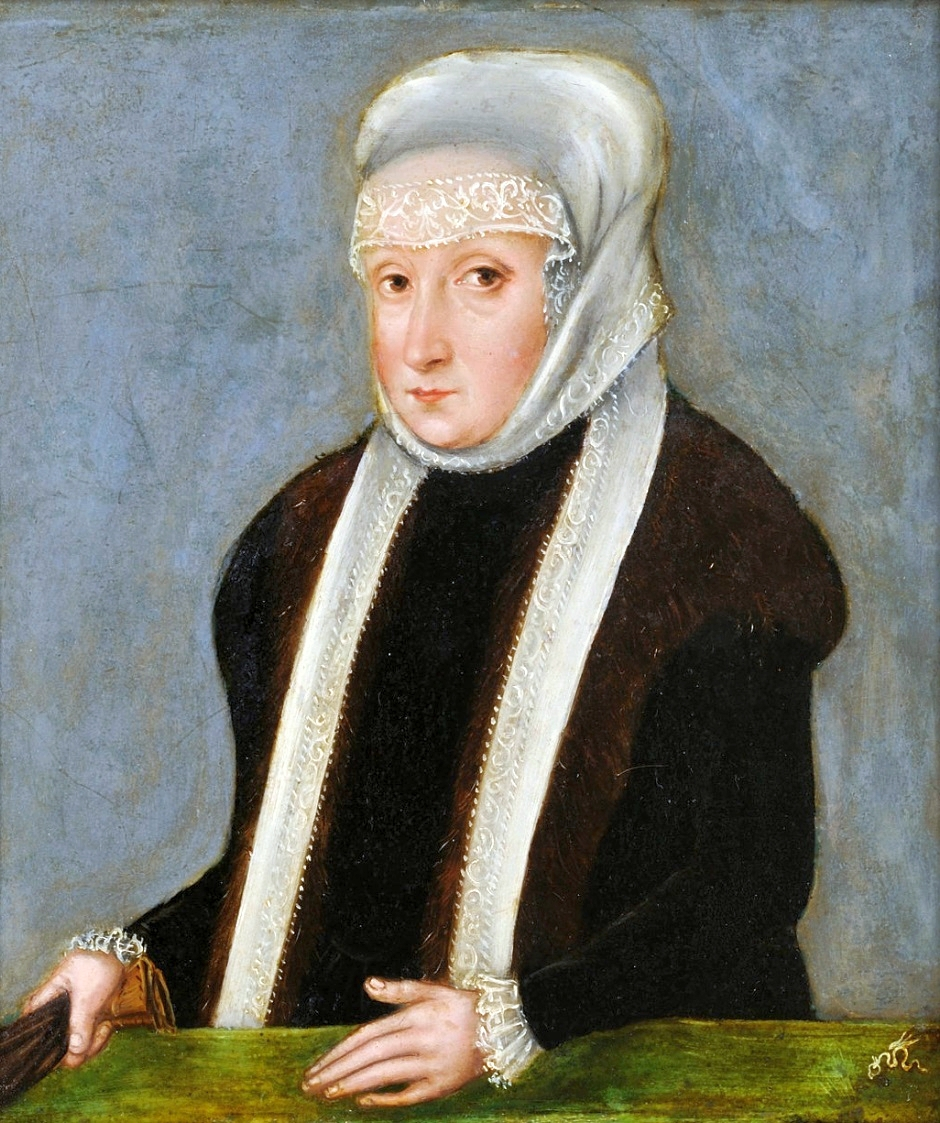
Królowa-wdowa, Izabela nieraz stawała się zakładnikiem decyzji Utišinovicia

#### Poddanie Siedmiogrodu Habsburgom i wygnanie Izabeli
Królowa w odpowiedzi wezwała swoich stronników i paszę Budy na pomoc, jednak wojska habsburskie pod dowództwem Jana Baptysty Castaldo wkroczyły do Siedmiogrodu szybciej i już 11 czerwca zajęły Kolozsvár, a wkrótce inne miasta kraju. Izabela nie czuła się ostatecznie pokonana i po ucieczce z Gyulafehérváru chciała kontynuować opór, ale wówczas Utišinović po mistrzowsku rozegrał sprawę dyplomatycznie. Poprosił Jagiellonkę o posłuchanie, a gdy ta go przyjęła padł na kolana i prosił ją o „ratunek dla Siedmiogrodu”. Miał on polegać na przyjęciu oferty Ferdynanda (czyli zamiany korony Węgier i panowania w Siedmiogrodzie na Księstwo Opolskie) i opuszczenia kraju. Zrezygnowana i wzruszona sceną Izabela przyjęła warunki mnicha. Ostatecznie traktat z Ferdynandem królowa podpisała po pertraktacjach z Castaldem, 19 lipca 1551 roku. Osiem dni później abdykację Jana Zygmunta zatwierdził sejm stanów siedmiogrodzkich zebranych w Kolozsvárze. Utišinović tryumfował, ale miał to być tryumf bardzo krótki. Na mocy układów z Ferdynandem otrzymał Jerzy Utišinović od papieża obiecany kapelusz kardynalski. Został również wojewodą siedmiogrodzkim (ex aequo z Andrzejem Batorym) oraz zwierzchnikiem załóg siedmiogrodzkich zamków. Jednak współpraca między dowódcą habsburskim a bratem Jerzym nie przebiegała gładko. Nowo mianowany kardynał był doświadczony i dobrze rozeznany w miejscowych sprawach oraz zdecydowanie inteligentniejszy od Castaldo, przez co irytował zarówno habsburskiego kondotiera jak i jego mocodawcę – Ferdynanda. Przede wszystkim nie mógł wzbudzić w swych nowych sojusznikach ani krzty zaufania – znali oni bowiem z autopsji jego poprzednie zmiany orientacji politycznej. Ferdynand w liście do Castaldo zalecał swemu dowódcy:
„(...)choć ufamy, że brat Jerzy będzie się zachowywał jako wierny i posłuszny człowiek, tym niemniej zalecamy i rozkazujemy ci, na wypadek gdybyś stwierdził, że podejmuje on cokolwiek na naszą jawną niekorzyść, byś tak przeciw niemu wystąpił, jak tego wymaga potrzeba naszego kraju i naszych poddanych. Od Ciebie zależy w tym wypadku wypełnienie naszej woli.” Było to jednocześnie zalecenie szpiegowania jak i oddanie Castaldo wolnej ręki w postępowaniu z Jerzym Utišinoviciem.

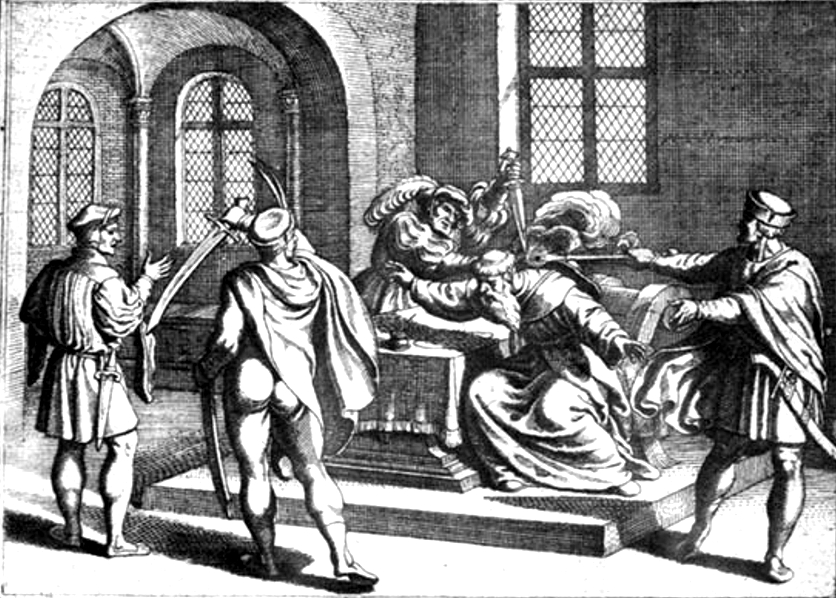
Śmierć Jerzego Utišinovicia na współczesnej rycinie

#### Wojna z Imp. Osmańskim i śmierć J.Utišinovicia
Tymczasem Utišinović musiał przede wszystkim oddalić widmo najazdu tureckiego. Na wieść o wkroczeniu oddziałów niemieckich do Siedmiogrodu sułtan rozkazał ruszyć na Siedmiogród swym przygranicznym paszom. Brat Jerzy wysyłał w tym czasie do Stambułu listy donosząc, że oddziały te przyszły z pomocą przeciw „antytureckiemu powstaniu Petrovicsa” i że trybut z Siedmiogrodu będzie nadal płacony regularnie. Wszelka gra dyplomatyczna wojewody siedmiogrodzkiego zdała się na nic gdy w lipcu 1551 roku do Konstantynopola wysłane zostało poselstwo Ferdynanda Habsburga, który postanowił oświadczyć Sulejmanowi, że bierze Siedmiogród w posiadanie. Na tę wieść sułtan rozkazał wysłać na Siedmiogród silniejsze wojsko liczące 40 tys. żołnierzy. Wojsko przekroczyło Dunaj i Cisę w dniach 5-7 września i wkroczyła szybkim marszem do Siedmiogrodu zajmując szereg miast. Ferdynand nie miał pieniędzy na wystawienie siły odwetowej, posłał Utišinoviciowi jedynie symboliczne posiłki. W tej sytuacji brat Jerzy słał wciąż nowe listy do tureckiego dowódcy, Paszy Mehmeda Sokollu zapewniając o wierności Siedmiogrodu, a pobyt Jana Zygmunta w Koszycach tłumacząc jego zaręczynami z Habsburżanką. Wymiana listów pomiędzy wojewodą a Osmanami przyciągnęła uwagę Castalda. Następne działania mnicha, który wypuścił osmańskich jeńców i wciąż starał się czynić przyjazne gesty sułtanowi przekonały habsburskiego dowódcę o zdradzie Utišinovicia. Jego polityka była jednak pragmatyczna – chciał uniknąć tureckiego podboju. Przyniosła też pożądany skutek, gdyż już w listopadzie 1551 roku Turcy rozpoczęli odwrót. Nie ocaliło to jednak samego Jerzego, choć Habsburgowie pozornie wciąż obsypywali go łaskami donosząc o przyznaniu kolejnego zaszczytu: tytułu arcybiskupa Ostrzyhomia. Castaldo został powiadomiony przez swoich szpiegów, że Utiešenović chce go wydać Turkom i obwołać się władcą Siedmiogrodu. Było to mało prawdopodobne, gdyż Osmanie w tym czasie już się wycofywali. Jednak habsburski kondotier postanowił działać i gdy nadarzyła się okazja i mnich miał przy sobie niewiele straży, spiskowcy z Castaldem na czele opanowali jego rezydencję i zamordowali brata zakonnego Utišinovicia 17 grudnia 1551 roku. Tego samego dnia Jan Castaldo wysłał do Ferdynanda list w którym donosił: „Podobało się Bogu, że odwołał brata Jerzego z tego świata (...)”.
Nie jest znany bezpośredni rozkaz Ferdynanda nakazujący zgładzenie wojewody siedmiogrodzkiego, jednak odpowiedzialność Habsburga jest dość jasna, czego sam nie krył. W liście do papieża Juliusza III z 2 stycznia 1552 roku Ferdynand tak tłumaczył śmierć nowo kreowanego kardynała: „jeśli sprawie nie można zaradzić inaczej, powinien on raczej ubiec mnicha i usunąć go z drogi niż czekać aż ten wymierzy cios z największą szkodą dla naszego państwa i całego chrześcijaństwa”.

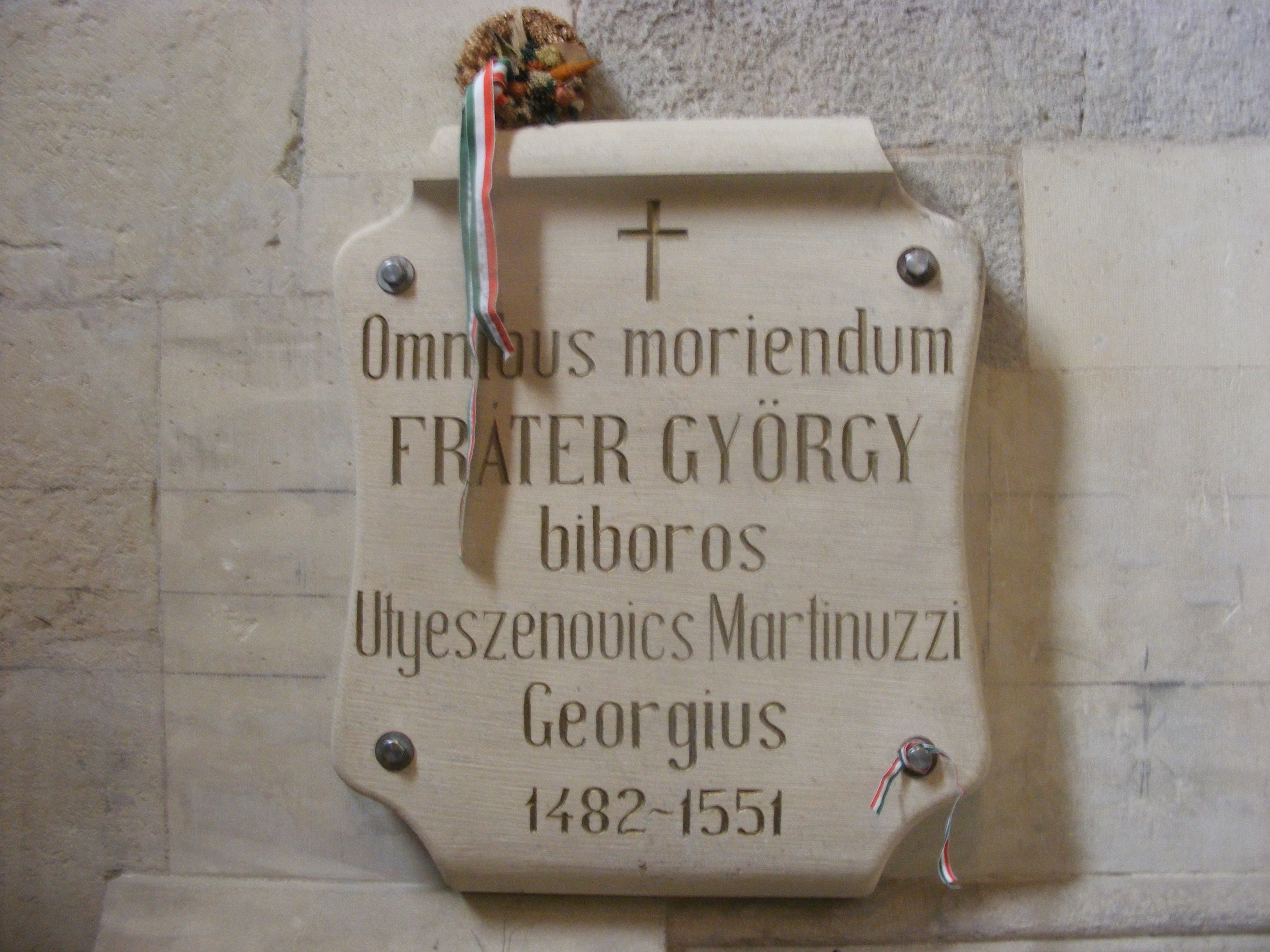
kard. Juraj Utišinović został pochowany w Gyulafehérvár (dzisiejsza Alba Iulia).

## Ocena Jerzego Utišinovicia
Współcześni mu ludzie, zwłaszcza ci, którzy się z nim stykali mieli o nim skrajne opinie, choć przeważały raczej te negatywne, oskarżające Utišinovicia o „tyranię” i „żądzę władzy”, podkreślając jednak jego inteligencję. Szczególnie jaskrawym przykładem może być relacja Jana Castaldo, który tak opisywał Utišinovicia (Martinuzziego) swemu mocodawcy, Ferdynandowi Habsburgowi: „Nawet większy od ludzkiego umysł nie wystarczyłby, by zgłębić istotę tego człowieka, w tym samym momencie śmieje się i płacze, obiecuje i odmawia, ujawnia święte zamiary i diabelskie czyny (...) Jednakże sądzę, że jest bardziej Turkiem niż chrześcijaninem, bardziej Lucyferem niż Janem(...)”. Tajemniczość jego motywów podkreślali również historycy. XIX-wieczny badacz węgierski Johann Mailáth pisał o nim: „był nieprzenikniony i ukrywał swoje zamiary tak dobrze, że nawet teraz (...) ile by o nim nie napisano, o jego właściwych celach można tylko snuć przypuszczenia, ale nie można ich dowieść z historyczną precyzją”. Wśród historyków do dziś trwają spory, czy Juraj Utišinović był mężem stanu, który jako jeden z nielicznych usiłował podtrzymać niezawisłość Węgier, czy też raczej był intrygantem, którego żądza władzy posuwała do ciągłych zdrad. Faktem jest, że słabnąca pozycja państwa Zápolyów, a w końcu Siedmiogrodu, była zależna od obcych potęg i być może tylko lawirowanie między Habsburgami a Imperium Osmańskim dawało szansę na przetrwanie samodzielnego państwa w tym regionie. Jakkolwiek oceniać działalność brata Jerzego, był on jedną z czołowych postaci swej epoki i jego polityka przyczyniła się do powstania Księstwa Siedmiogrodzkiego.